# Лозунг

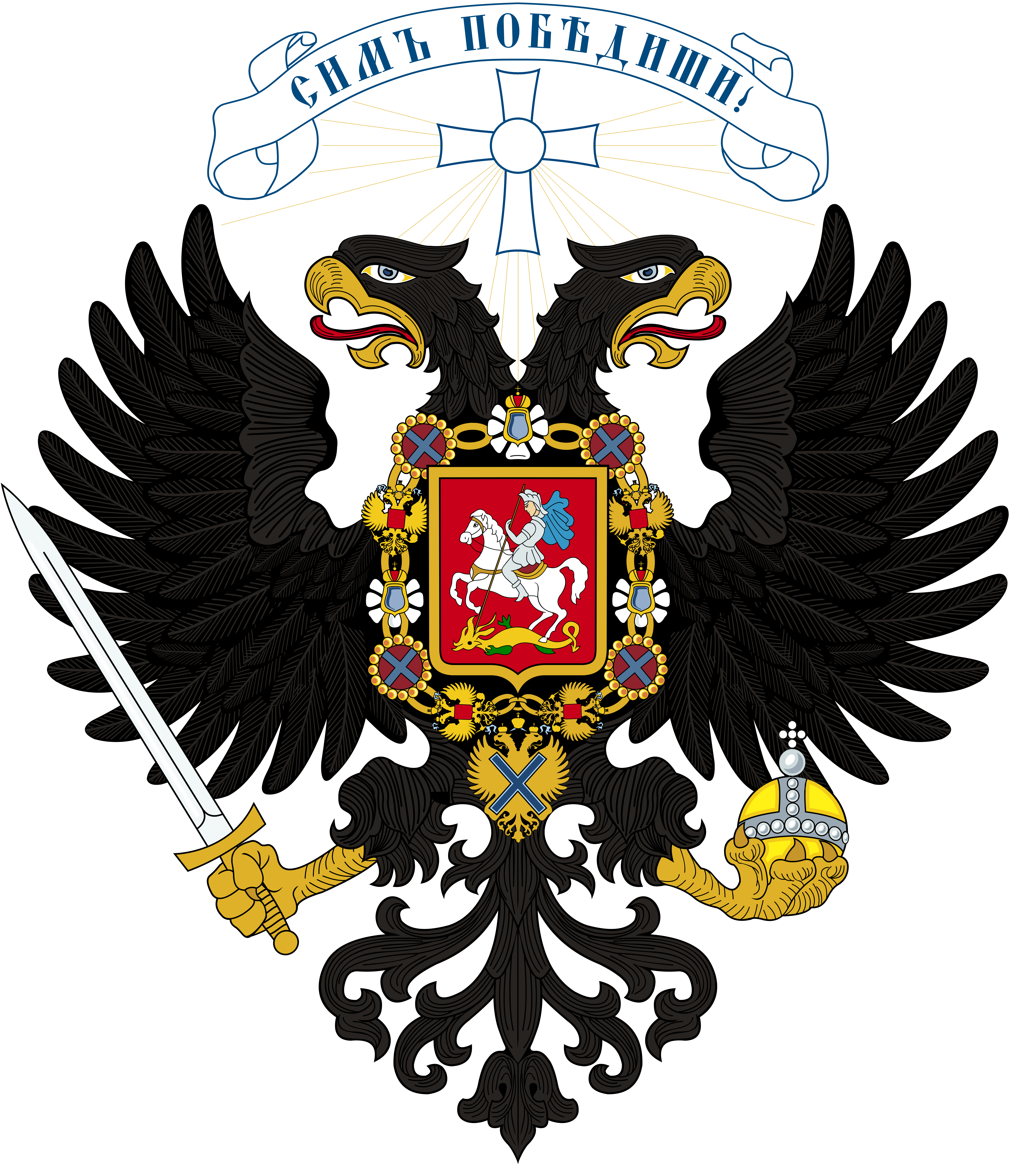
Лозунг «Сим победиши!» на гербе, 1919 год.

Лозунг (в правом верхнем углу) партии эсеров-борьбистов, в газете «Борьба» — «В борьбе обретёшь ты право своё», 1919 год

Ло́зунг (нем. Losung, от lösen — «распускать», в другом источнике — бросать жребий) — призыв или обращение в лаконичной форме, выражающее руководящую идею, настойчивое требование.
В словаре Д. Н. Ушакова указаны два значения, одно из них, лозунг — призыв, в краткой форме выражающий руководящую идею, задачи или требования партии в определённый исторический момент, другое — то же, что и отзыв в военном деле, условное слово, меняемое ежедневно, которое каждый должен объявить, чтоб быть пропущенным за сторожевую цепь. Ранее на Руси (в России) в военном деле и в играх опознательное слово, отзыв, лозунг называлось Га́сло.

## История
В старину, на Руси (в России), в ратном деле применялись опознавательные слова (пароль и отзыв), называемые «Гасло» (в том же значении употреблялось татарское слово «ясак»); со времен царя (позднее императора) Петра I данный термин был заменён на слово «лозунг».
Ранее, в военном деле России, лозунг — слово (отзыв, в прежних военных уставах сторожевой служы), для опознанья часовыми своих военнослужащих, при входе и выходе ночью из места расположенья войска (полевого лагеря), через передовые посты. Лозунг, как правило, отдавался на одну начальную букву, для облегченья памяти, например: на пароль «Москва», лозунг (отзыв) «Моисей». Позже в военном обиходе лозунг служил для того, чтобы отличить своих от неприятеля (врага), а из числа своих отличить тех, кто послан известным лицом с поручением. 

И армии всей отдают
Они тот пароль и тот лозунг:
И Франция — тот их пароль,
Тот лозунг — Святая Елена ...— В. А. Жуковский, «Ночной смотр»
Позднее лозунги стали использоваться в политической (слово или иногда предмет, служащие условным знаком принадлежности к какой-либо партии), религиозной и других сферах. Лозунги могут существовать как в устном, так и в письменном виде. В письменном виде лозунги чаще всего появляются в форме плакатов. Будучи ёмкой и запоминающейся формой передачи мысли, лозунги часто используются в пропаганде.

Расширение и углубление русла движения есть истинный лозунг момента!— Лев Давидович Троцкий, «Лозунг момента», «Борьба» № 5, 16 мая 1914 года.

## Этимология
Слово «лозунг» пришло в русский язык из немецкого (die Losung). Изначальное значение слова — пароль или опознавательный знак. Немецкое слово происходит от глагола losen — бросать жребий, решать что-либо с помощью жеребьёвки (ср. нем. das Los — жребий).

## Примеры
Ниже представлены некоторые примеры лозунгов:
- «Грабь награбленное»;
- «Ничего о нас без нас»;
- «Православие или смерть!»;
- «Пролетарии всех стран, соединяйтесь!»;
- «Пролетарий и крестьянин — на автомобиль!»;
- «Россия — страна возможностей!»;
- «Свободу Анджеле Дэвис!»;
- «Соединённые Штаты Европы»[12];
- «Экономика должна быть экономной»;
- Let’s Go Brandon (с англ. — «Вперёд, Брэндон»);
- и другие.

## Виды
- Политический лозунг
- Рекламный лозунг
- и другие.